# Philipp Spitta (musikvidenskabsmand)
 Der er flere personer med dette navn, se Philipp Spitta.
Julius August Philipp Spitta (født 27. december 1841, død 13. april 1894) var en tysk musikforfatter, søn af teologen Philipp Spitta, bror til Friedrich Spitta.
Spitta studerede filologi og blev lærer først i Reval, senere i Sondershausen; her begyndte han sit store hovedværk, biografien af J.S. Bach, der udkom i 2 bind (1873—80), og som skaffede Spitta ry som en af de betydeligste moderne musikhistorikere og (1875) kaldelse til Berlin som professor i musikvidenskab (og samtidig lærer og meddirektør ved højskolen for musik). Spitta uddannede adskillige af de mere fremragende tyske musikforfattere i begyndelsen af 20. århundrede og udgivet Heinrich Schütz’ og Buxtehudes værker. Forskellige spredte afhandlinger samlede han i de værdifulde skrifter Zur Musik (1892) og Musikgeschichtliche Aufsätze (1894); med Friedrich Chrysander og Guido Adler udgav Spitta det kendte, ansete "Vierteljahrsschrift für Musik-Wissenschaft" (1885—94).